# Sinfjötli

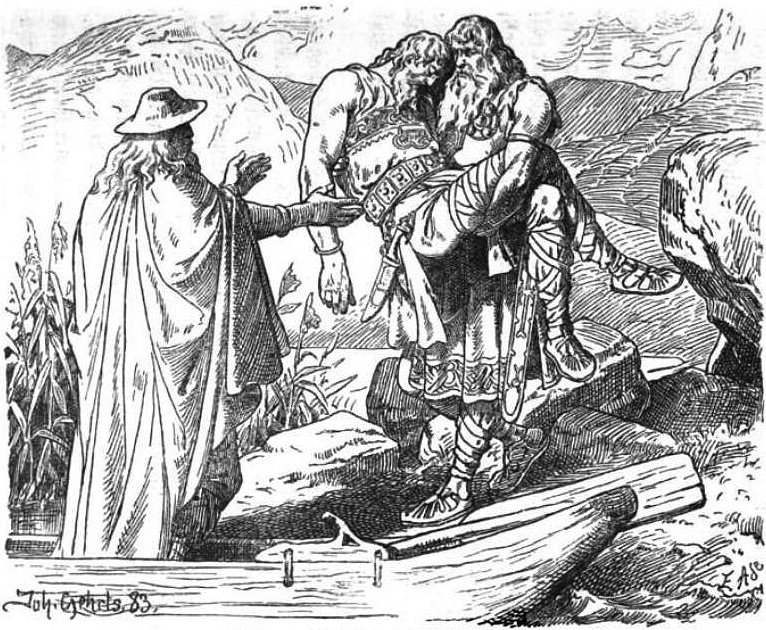
"Odin tar emot liket efter Sinfjötli" (1883) by Johannes Gehrts.

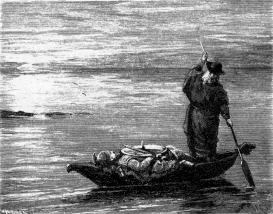
Odin tar Sinfjötli till Valhall

Sinfjötli (i fornnordiska) eller Fitela (i fornengelska) i den nordiska mytologin föddes ur incestuöst förhållande mellan Sigmund och hans syster Signe. Han hade halvbröder Sigurd, Helge Hundingsbane och Hamund.
I Beowulf beskrivs Fitela som brorson till Sigmund, medan Völsungasagan beskriver honom som både Sigmunds son och systerson, till följd av incest.
Sinfjötli mor, Signy, hade gift sig med den götiska kungen Siggeir som förrädiskt mördad hela hennes klan tills bara Sigmund var kvar. Hon klädde sig som en ung Völva som besökte Sigmund och sov med honom. Sedan gav hon Sigmund en son, Sinfjötli, som skulle hämnas sin klan tillsammans med Sigmund genom att döda Siggeir.
Sigmund och Sinfjötli gick till Hunaland där Sigmund utropades kung av hunnerna. Sigmund gifte sig med Borghild och hade sönerna Helgi Hundingsbane och Hamund. Borghild var svartsjuk och hatade Sinfjötli, vilket Sinfjötli visste. För att avyttra honom gav hon Sigmund tre koppar av vin, varav den sista innehöll gift. Efter att ha sett sin far dricka två av kopparna drack Sinfjötli den tredje och dog.
Sigmund tog sin sons lik till fjordarna där han träffade Oden förklädd till färjkarl. Oden sade att han endast kunde ta en passagerare i taget och tog Sinfjötli kropp först. Väl ute på vattnet försvann Sinfjötli och Oden, och de färdades till Valhall.
Sigmund gick hem och förvisade Borghild .
Detta är ungefär hur berättelsen beskrivs i J.R.R. Tolkiens The Legend of Sigurd och Gudrun.
I den första dikten av Helge Hundingsbane, från Eddan, anklagas Sinfjötli av Gudmund för att vara en varulv.